# Ernesto Nicolini
Ernesto Nicolini, pseudonimo di Ernest Nicolas (Tours, 23 febbraio 1834 – Pau, 18 gennaio 1898), è stato un tenore francese, il più importante del suo tempo.

## Biografia
Ernesto Nicolini studiò al Conservatoire national supérieur de musique et de danse de Paris e debuttò nel 1857 al Théâtre national de l'Opéra-Comique con Les Mousquetaires de la Reine di Fromental Halévy.
Dopo ulteriori studi di perfezionamento in Italia, fece il suo esordio al Teatro alla Scala di Milano nel 1859, con il nome di Ernesto Nicolini, come Alfredo in La traviata, cui seguirono Rodrigo nell'Otello di Gioachino Rossini ed Elvino nella La sonnambula di Vincenzo Bellini.
Al suo ritorno in Francia cantò al Théâtre de la comédie italienne dal 1862 al 1869. Debuttò alla Royal Opera House di Covent Garden, a Londra nel 1866, come Edgardo in Lucia di Lammermoor di Gaetano Donizetti.
Cinque anni dopo tornò a Londra per cantare in Robert le diable al Theatre Royal Drury Lane, e dal 1872 apparve in ogni stagione alla Royal Opera House fino al 1884; i suoi ruoli includevano Pery in Il Guarany e Radames in Aida; nel 1882 cantò nel ruolo di Celio all'anteprima di Velléda di Charles Lenepveu nel 1882.
Durante la stagione 1874-1875, apparve a San Pietroburgo e a Mosca, assieme al celebre soprano Adelina Patti, con la quale collaborò in quasi tutte le sue apparizioni successive, accompagnandola in tournée nelle principali capitali dell'Europa occidentale (Vienna, Milano, Venezia, Bruxelles, Berlino), così come nelle tournée negli Stati Uniti d'America e nell'America meridionale. I due si sposarono nel 1886, dopo che Adelina Patti aveva divorziato dal suo primo marito, il marchese di Caux.
Nicolini calcò per l'ultima volta il palcoscenico al Drury Lane nel 1897, come Almaviva ne Il barbiere di Siviglia. 
Ernesto Nicolini morì l'anno seguente, nel 1898, a Pau, in Francia.
Nicolini alternò il repertorio lirico leggero all'eroico, grazie ad una voce estesa e squillante, dalla quale, in virtù di una ottima emissione, sapeva trarre anche suoni dolci e piacevoli. La sua voce era caratterizzata da un ampio vibrato, ma la sua buona presenza scenica e la sua intensità come attore furono molto apprezzati nei ruoli drammatici.